# هازجة سهمية الرأس
هازجة سهمية الرأس (باللاتينية: Setophaga pharetra) طائر من فصيلة هوازج العالم الجديد ويتبع لجنس سيتوفاغا. أصله هو جامايكا، موطنه الطبيعي هو الغابات الجبلية شبة الاستوائية أو الاستوائية الرطبة.